# Арабеска (орнамент)
Арабеска (итал. arabesco, фр. arabesque — арабский) — разновидность орнамента, «состоящего из причудливого переплетения линий, завитков, растительных побегов, стилизованных цветов. Строится, как правило, симметрично относительно одной, двух осей или центра. Имеет измельчённый характер рисунка, особенно плотный и насыщенный, поэтому арабеска воспринимается как сплошной узор „коврового стиля“».
Теримн «арабеска» часто используют в широком смысле как орнамент, в котором комбинируются растительные и геометрические мотивы, включаются надписи арабским шрифтом. Однако правильно арабеской называть орнамент исключительно из восточных, чаще исламских, стилизованных растительных мотивов. Для геометрических мотивов арабского искусства применяется термин мореска.

## История термина
В XVIII—XIX веках арабеской, или арабеском, называли любой причудливый измельчённый орнамент, чаще средневековый, в том числе европейского происхождения. Например, зал в Большом Екатерининском дворце Царского Села, оформленный по проекту архитектора Ч. Камерона в 1779—1780 годах, получил название «Арабесковый», хотя декор стен выполнен «в античном стиле» орнаментом «гротеска». Такой устаревший подход отражён, в частности, в словаре Брокгауза и Ефрона (ил. 1). В научном искусствознании XX века термином «арабеска» стали обозначать только растительный орнамент восточного происхождения, отличающийся особенным принципом формообразования. Геометрический орнамент, также восточный, стали называть мореской (фр. moresque — мавританский, от лат. mauri — страна в Северо-Западной Африке, где в период между VII и XVII веками жили мавры: «тёмные люди» — арабы и берберы).

## История и композиция орнамента
Орнамент «арабеска» возник на арабском Востоке, получил распространение в Византии, в средневековом романском и готическом искусстве иллюминирования манускриптов, а затем, в XIV—XV веках под влиянием испано-мавританского искусства нашёл применение в орнаментальной гравюре и расписной итальянской майолике эпохи Возрождения.
Подлинная восточная арабеска часто включает каллиграфию, тексты на арабском языке — письмо, в то время мало понятное европейцам. Отсюда происхождение эпиграфического орнамента «куфи», или «куфического стиля», — псевдоарабского письма, имеющего орнаментальное значение в отличие от настоящего куфического письма с приветственными надписями и аятами (строфами) из Корана. В Турции подобный орнамент именуют «руми».
В мусульманском искусстве, в частности, в странах Средней Азии, арабеска — понятие эстетическое и даже философское — это стиль жизни, способ мышления в стихах, музыке и орнаментальных вариациях.

Наш мир — поток метафор и символов узор
Омар Хайям. Рубаи

Арабеска строится на повторении, умножении и инверсии одних и тех же элементов — комбинаторном способе формообразования. Арабеска присуща мусульманской архитектуре, резьбе по дереву, камню и ганчу, узорам поливных облицовочных плиток, изделиям из металла, фаянса и стекла. Бесконечное, протекающее в заданном ритме движение может быть остановлено или продолжено в любой точке без нарушения целостности композиции. Один узор вписывается в другой, часто закрывая всю поверхность фона. Европейцы называли такой способ формообразования «боязнью пустоты» (лат. Horror vacui). Арабеску можно размещать на поверхности любой конфигурации, плоской или выпуклой. Нет никаких принципиальных различий между композициями на стене или на ковре, на переплёте рукописи или на керамике.
В одной из ранних работ, серии офортов «Арабески» (1704—1706), французский художник Антуан Ватто в период французского стиля Регентства почти до бесконечности варьировал несколько фигур и обрамлений, создавая всё новые и новые композиции. Похожие черты характеризуют «стиль берен» — изобретение французского художника-орнаменталиста Жана Берена Старшего — переходного периода от «большого стиля» Людовика XIV к стилю французского Регентства начала XVIII века. Однако «беренады» также, скорее, следует считать особой разновидностью гротесков. В эпоху неоклассицизма второй половины XVIII века, в частности, в связи с сенсационными находками в Италии, в раскопках Геркуланума и Помпей, на волне увлечения античностью арабеску стали необоснованно отождествлять с античным орнаментом, получившим в ренессансной Италии, название гротеска. Орнамент «арабеск» стали называть «помпеянским», а затем и «рафаэлеской» оттого, что Рафаэль Санти с учениками оказался причастным к использованию такого орнамента в росписях Лоджий Ватикана (ит., 1517—1519) и в других римских постройках.
- Керамическая чаша с куфическим письмом. Иран, Нейшабур. X в.
- Чаша с приветственной надписью. Иран. XII в. Лувр, Париж
- Арабески в декоре Муссаман Бурдж. Агра-форт, Агра, Индия. XVI в. Интарсия по мрамору
- Облицовочная плитка гарема дворца Топкапы в Стамбуле. 1465—1478
- Антрвольт арочного пештака Медресе Аль-Аттарин, Марокко. 1323—1325
- Украшение арабесками османской миниатюры. XVI в.
- Мореска. Облицовочная плитка в «мавританском стиле». Большая мечеть Парижа (Mosquée de Paris). 1922—1926
- Жиль. Офорт Л. Крепи по рисунку А. Ватто. Из серии «Арабески». 1704—1706
- Декоративная композиция. Офорт по рисунку Ж. Берена Старшего
- Партер Оранжереи с "арабесками". Версальский парк

В 1789 году И. В. фон Гёте написал очерк «Об арабесках». Для немецких романтиков — Й. Гёрреса, Ф. Шлегеля — арабеска, подобно поэзии и музыке, была выражением «мистического, абсолютно свободного предчувствия бесконечности, вечного движения», идеальной «чистой формой».

Гротески странные скользят,
Как дивных арабесков ряд
О. Уайльд. Дом блудницы. 1881

Смешение терминов, обозначающих разные по происхождению и формам орнаменты, продолжалось в европейском искусстве на протяжении столетий. «Арабесками помпейского стиля» во Франции расписывали севрский фарфор.
В 1784 году на Императорском фарфоровом заводе в Санкт-Петербурге выпустили «Арабесковый сервиз», отдельные предметы которого были расписаны в «помпеянском стиле» орнаментом гротеска. В садово-парковом искусстве «регулярного», или французского, стиля арабесками называют цветники в виде причудливо переплетённых линий-дорожек, создающих характерный узор из гравия, толчёного красного кирпича или разноцветного мощения на фоне зелени стриженых газонов и боскетов. Отсюда названия: Клумба-арабеск.